# Aura (Miles Davis-album)
Aura är ett musikalbum av Miles Davis. Det är komponerat, arrangerat och producerat av den danske kompositören och trumpetaren Palle Mikkelborg. Inspelningarna gjordes i Köpenhamn 1985 men gavs på grund av avtalstvister inte ut förrän 1989.
Låtarna är arrangerade för storband, men musiken är inte traditionell storbandsjazz utan innehåller också starka influenser av modern konstmusik som för tankarna till tonsättare som Olivier Messiaen och Charles Ives.
Aura tilldelades 1990 en Grammy Award för ”Best Jazz Instrumental Performance”.

## Låtlista
Alla kompositioner och arrangemang är gjorda av Palle Mikkelborg.
1. Intro – 4:28
2. White (gitarrsolo John McLaughlin) – 6:07
3. Yellow – 6:49
4. Orange (gitarrsolo John McLaughlin) – 8:37
5. Red – 9:57
6. Green (bassolo Niels-Henning Ørsted Pedersen, elbassolo Bo Stief) – 4:25
7. Blue – 6:38
8. Electric Red – 4:19
9. Indigo (bassolo Niels-Henning Ørsted Pedersen, pianosolo Thomas Clausen) – 6:01
10. Violet (gitarrsolo John McLaughlin) – 9:02

## Medverkande
- Miles Davis – trumpet
- Palle Mikkelborg – trumpet, flygelhorn
- Bent Jaedig, Flemming Madsen, Jesper Thilo, Per Carsten, Uffe Karskov – saxofon, träblås
- Benny Rosenfeld, Idrees Sulieman, Jens Winther, Palle Bolvig, Perry Knudsen – trumpet, flygelhorn
- Jens Engel, Ture Larsen, Vincent Nilsson – trombon
- Axel Windfeld, Ole Kurt Jensen – bastrombon
- Niels Eje – oboe, engelskt horn
- Bjarne Roupé, John McLaughlin – gitarr
- Lillian Thornquist – harpa
- Thomas Clausen – piano
- Kenneth Knudsen, Ole Koch-Hansen, Thomas Clausen – keyboard
- Eva Hess-Thaysen – sång
- Niels-Henning Ørsted Pedersen – bas
- Bo Stief – elbas
- Lennart Gruvstedt – trummor
- Vince Wilburn – elektriska trummor
- Ethan Weisgaard, Marilyn Mazur – slagverk